# Pterogramma madaris
Pterogramma madaris är en tvåvingeart som först beskrevs av Arnold Spuler 1925.  Pterogramma madaris ingår i släktet Pterogramma och familjen hoppflugor. Inga underarter finns listade i Catalogue of Life.